# Reiner Schürmann
Pour les articles homonymes, voir Schurmann.
Reiner Schürmann, né le 4 février 1941 à Amsterdam et mort le 20 août 1993 à New York, est un philosophe allemand d'expression française. De 1975 à sa mort, il enseigna à la New School for Social Research à New York.

## Biographie
Il naquit en 1941 à Amsterdam, de parents allemands. Il passa son enfance et sa jeunesse à Krefeld. À partir de 1960, il étudia la philosophie à Munich, puis interrompit ses études pour séjourner dans un kibboutz en Israël. Fin 1961, il entra comme novice dans l'ordre des dominicains en France et y étudia de 1962 à 1969 la théologie au Centre d'études du Saulchoir à Étiolles, dans l'Essonne, près d'Évry, avant d'aller étudier auprès de Heidegger à Fribourg-en-Brisgau. Il fut ordonné prêtre en 1970, mais quitta encore l'ordre des dominicains en 1975.
Depuis le début des années 1970, il vivait aux États-Unis, où il enseigna d'abord à l'université catholique d'Amérique de Washington, puis à l'université Duquesne à Pittsburgh. En 1975, il fut accepté à la New School for Social Research de New York, que Hannah Arendt et Hans Jonas avaient quittée. Il reçut en 1981 un doctorat d’État ès lettres et sciences humaines à la Sorbonne. Il mourut des suites d'une maladie liée au SIDA le 20 août 1993 à New York.
Il était le compagnon du peintre Louis Comtois.

## Travaux
Il rédigea toute son œuvre philosophique et littéraire en français. Trois de ses travaux philosophiques furent particulièrement remarqués et méritent d'être considérés comme ses œuvres principales : la monographie Maître Eckhart et la joie errante (1972) qui est issue de sa thèse de doctorat, son étude sur Heidegger Le Principe d’anarchie : Heidegger et la question de l’agir (1982) et enfin son interprétation monumentale de l'histoire de la philosophie occidentale, Des hégémonies brisées (posthume, 1996).
Son unique œuvre littéraire, le récit fortement teinté d'autobiographie Les Origines (1976), fut distinguée en 1977 par le prix Broquette-Gonin de l'Académie française.

## Importance et reconnaissance
Malgré un petit nombre de publications, l'œuvre de Reiner Schürmann compte parmi les pensées les plus marquantes de la fin du XXe siècle. Son importance est ainsi reconnue par de nombreux philosophes, aussi divers que Jacques Derrida, Giorgio Agamben, Dominique Janicaud, Gérard Granel, etc. Longtemps peu visible dans le monde académique, en France (terre d'écriture) ou aux États-Unis (terre d’enseignement), elle est désormais étudiée, lue et commentée dans certaines universités françaises, en raison de l'intérêt que lui portent aujourd'hui des philosophes tels que Didier Franck, Emmanuel Cattin ou Philippe Büttgen. La revue Philosophie lui a ainsi consacré un numéro entier en 2021.

## Œuvres

### Livres
- Maître Eckhart et la joie errante, Paris, Denoël,1972 (réédité en 2005 chez Payot)
- Les Origines, Paris, Fayard, 1976 (réédité en 2003, aux Presses Universitaires du Mirail, avec une préface de Françoise Dastur et une postface de Gérard Granel)
- Le Principe d'anarchie : Heidegger et la question de l'agir, Paris, Seuil, 1982 (réédité en 2013 aux éditions Diaphanes)
- Des hégémonies brisées, Mauvezin, Trans-Europ-Repress, 1996  (ISBN 290567038X)

### Articles
- Maitre Eckhart, expert en itinérance, in La Vie spirituelle 124, 1971
- La différence symbolique, in Cahiers Internationaux de Symbolisme numéro 21, 1972
- Il y a dans le poème..., in Cahiers Internationaux de Symbolisme, 1973
- Trois penseurs du délaissement : Maitre Eckhart, Heidegger, Suzuki: Part one, in Journal of the History of Philosophy 12 (4), 1974
- Trois penseurs du délaissement: Maitre Eckhart, Heidegger, Suzuki: Part two, in Journal of the History of Philosophy 13 (1), 1975
- La praxis symbolique, in Cahiers Internationaux de Symbolisme, 1975
- Du luxe d'exister : Karl Jaspers et le Sacré, in Cahiers Internationaux de Symbolisme, 1975
- Louis Comtois ou la couleur, Instrument de lumière, in Vie des Arts vol. 20, n°79, 1975
- Le défi du Petit Format, 1978
- L'hénologie comme dépassement de la métaphysique, in Les études philosophiques 3 1982 Philosophie grecque, Paris, PUF, septembre-décembre 1982
- Le temps de l'esprit et l'histoire de la liberté, in Les études philosophiques 3 1983 Recherches, Paris, PUF, juillet-septembre 1983
- Que faire à la fin de la métaphysique?, in Cahier de l'Herne numéro 45 Martin Heidegger, 1983
- Afraid of Neither Full nor Empty, in catalogue Galerie Jolliet, Montréal, janvier 1984
- De la philosophie aux Etats-Unis, in Le Temps de la Réflexion. Essais sur la tradition et l'enseignement, (n°6), 1985
- Se constituer soi-même comme sujet anarchique, in Les études philosophiques 4 1986 Foucault, Paris, PUF, octobre-décembre 1986
- Une abstraction post-moderne : à propos de deux expositions de Louis Comtois à New York, in Revue d'esthétique n°13/14/15 (1987/1988)
- Recension de Systématique ouverte de Kostas Axelos, in The Review of Metaphysics 41 (3), 1988
- Recension de Heidegger (M.), Beitrage zur Philosophie, in Annuaire philosophique 1988-1989, François Wahl (dir.), Paris, Le Seuil (collection L'ordre philosophique), novembre 1989
- Abstraction that makes the viewer think: about the last paintings of Louis Comtois, in C. Magazine n°29, Spring 1991
- Des doubles contraintes normatives, in Penser après Heidegger, Jacques Poulain et Wolfgang Schirmacher (dir.), Paris, L'Harmattan (collection la philosophie en commun), 1992 (Actes du Colloque du Centenaire, Paris, CIP, 25-27 septembre 1989)
- Situer René Char - Hölderlin, Heidegger, Char et le "il y a" (traduction par Martin Rueff), in Poésie n°119, janvier 2007